# Santa Rosa, New Mexico
Santa Rosa är administrativ huvudort i Guadalupe County i New Mexico. Enligt 2020 års folkräkning hade Santa Rosa 2 850 invånare.